# Purusottampur
Purusottampur (o Purushottampur) è una città dell'India di 14.249 abitanti, situata nel distretto di Ganjam, nello stato federato dell'Orissa. In base al numero di abitanti la città rientra nella classe IV (da 10.000 a 19.999 persone).

## Geografia fisica
La città è situata a 19° 31' 60 N e 84° 52' 60 E e ha un'altitudine di 18 m s.l.m..

## Società

### Evoluzione demografica
Al censimento del 2001 la popolazione di Purusottampur assommava a 14.249 persone, delle quali 7.281 maschi e 6.968 femmine. I bambini di età inferiore o uguale ai sei anni assommavano a 1.870, dei quali 958 maschi e 912 femmine. Infine, coloro che erano in grado di saper almeno leggere e scrivere erano 8.676, dei quali 5.205 maschi e 3.471 femmine.